# Nec gemino bellum Trojanum orditur ab ovo
Nec gemino bellum Trojanum orditur ab ovo — И не начинает рассказ о троянской войне с яйца близнецов. Латинская крылатая фраза, впервые встречающаяся в произведении Горация «Наука поэзии», 147.

## Значение
В греческой мифологии Леда — дочь царя Этолии Тестия и Левкиппы, супруга спартанского царя Тиндарея. Зевс, плененный красотой Леды, овладел ею, обратившись в лебедя. От этой связи появилась Елена. По одному из мифов, Елена родилась из одного яйца Леды, а братья её, близнецы Кастор и Полидевк — из другого. Елена, впоследствии выйдя замуж за Менелая, была похищена Парисом и послужила виновницей Троянской войны. Гораций мастерски использует двойной смысл фразы «начинать с яиц Леды», которой восхваляет Гомера за то, что он своё повествование о Троянской войне начинает не ab ovo — не от яйца (вводя и кулинарный и мифологический смыслы сразу), не с самого начала, а сразу вводит слушателя in medias res — в середину вещей, в самое существо дела.

## Употребление
- if you have any business, pray be brief and come swiftly to the point. Nec gemino bellum Trojanum orditur ab ovo - do you understand that? says he, with a keen look. (Роберт Льюис Стивенсон, «Похищенный», глава 27)